# Midden-Silezisch voetbalkampioenschap
Het Midden-Silezische voetbalkampioenschap (Duits: Mittelschlesischen Fußballmeisterschaft) was een van de regionale voetbalcompetities van de Zuidoost-Duitse voetbalbond, dat bestond van 1920 tot 1933.
Het kampioenschap was geen volwaardige competitie en een tussenstadium tussen de regionale kampioenschappen en de Zuidoost-Duitse eindronde. Tot 1920 nam de kampioen van Breslau rechtstreeks deel aan de Zuidoost-Duitse eindronde. Vanaf 1920 kwamen er ook kampioenschappen in Oels, Brieg en Münsterberg. Later ook nog in Namslau, Obernigk en Trachenberg. 
Er kwam nu een Midden-Silezische eindronde die vanaf de oprichting tot de opheffing steeds door een club uit Breslau gewonnen werd. Vanaf 1930/31 plaatste de Breslause kampioen zich rechtstreeks voor de eindronde en nam de Breslause vicekampioen niet deel aan de eindronde, maar speelde wel tegen de winnaar voor een plaats in de Zuidoost-Duitse eindronde. Doordat de competitie te lang aansleepte in 1931/32 en 1932/33 werd deze wedstrijd niet gespeeld en werd de vicekampioen uit Breslau rechtstreeks afgevaardigd naar de eindronde. 
In 1933 kwam de Nationaalsocialistische Duitse Arbeiderspartij aan de macht in Duitsland en werden alle overkoepelende voetbalbonden met hun competities afgeschaft.

## Kampioenen
- 1921 SC Schlesien Breslau
- 1922 Vereinigte Breslauer Sportfreunde
- 1923 Vereinigte Breslauer Sportfreunde
- 1924 Vereinigte Breslauer Sportfreunde
- 1925 Breslauer SC 08
- 1926 Breslauer SC 08
- 1927 Breslauer FV 06
- 1928 Breslauer SC 08
- 1929 Breslauer SC 08
- 1930 Breslauer SC 08
- 1931 Reichsbahn SV Schlesien Oels
- 1932 SpVgg SSC Brieg
- 1933 SSC 01 Oels

### Seizoenen eerste klasse
Clubs uit Breslau zijn niet in dit overzicht opgenomen, voor een statistiek van deze ploeg zie artikel van die competitie. Van het seizoen 1920/21 zijn enkel de groepswinnaars bekend, het is niet bekend als er meerdere teams aan de competitie deelnamen. Van de Gau Oels zijn in 1923/24 ook enkel groepswinnaars bekend.  Clubs uit de Gau Münsterberg werden na 1925 overgeheveld naar de Berglandse competitie. 
| Club                                   | /13 | Periode (1920-1933)  |
| -------------------------------------- | --- | -------------------- |
| SC Brega 09 Brieg                      | 12  | 1921-1933            |
| SC Preußen Brieg                       | 12  | 1921-1923            |
| SSC 1901 Oels                          | 12  | 1920-1923, 1924-1933 |
| SC Preußen Festenberg                  | 11  | 1922-1933            |
| Sportfreunde Bernstadt                 | 10  | 1922-1923, 1924-1933 |
| SC Preußen Namslau                     | 10  | 1923-1933            |
| VfR Oels                               | 9   | 1924-1933            |
| SpVgg 08 Oels                          | 9   | 1924-1933            |
| SSC Brieg                              | 8   | 1921-1929            |
| Sportfreunde Preußen Konstadt          | 6   | 1927-1933            |
| VfB 1921 Löwen                         | 5   | 1927-1928, 1929-1933 |
| Sportfreunde Ohlau                     | 5   | 1928-1933            |
| SC Obernigk                            | 5   | 1928-1933            |
| SV Trachenberg                         | 5   | 1928-1933            |
| SpVgg SSC Brieg                        | 4   | 1929-1933            |
| Reichsbahn SV Schlesien Oels           | 4   | 1928-1931, 1932-1933 |
| SuSV 1910 Frankenstein                 | 4   | 1921-1925            |
| VfB Glatz                              | 4   | 1921-1925            |
| RSV Hertha Münsterberg                 | 4   | 1921-1925            |
| Vereinigte Strehlener Sportfreunde     | 4   | 1921-1925            |
| SSVgg Grottkau                         | 4   | 1924-1928            |
| SV Schlesien Namslau                   | 4   | 1924-1928            |
| TV Gut Heil Prausnitz                  | 4   | 1928-1929, 1930-1933 |
| SV Hertha Brieg                        | 4   | 1920-1924            |
| SpVgg 1910 Brieg                       | 3   | 1926-1929            |
| TV Brieg                               | 3   | 1921-1924            |
| VFB 1921 Carlsruhe                     | 3   | 1924-1927            |
| VfB 1920 Groß Wartenberg               | 3   | 1924-1926, 1932-1933 |
| SpVgg Schill Ohlau                     | 3   | 1929-1931, 1932-1933 |
| SC Vorwärts Oels                       | 3   | 1921-1924            |
| SpVgg Kreuzburg                        | 2   | 1931-1933            |
| MTV 1862 Oels                          | 2   | 1921-1923            |
| SVgg Rosenberg                         | 2   | 1931-1933            |
| SC Brega 09 Brieg II                   | 1   | 1924-1925            |
| SC 1910 Treibnitz                      | 1   | 1921-1922            |
| SC Wacker Bernstadt                    | 1   | 1921-1922            |
| SC Sparta Wansen                       | 1   | 1921-1922            |
| MTV Strehlen                           | 1   | 1922-1923            |
| Sportfreunde Münsterberg               | 1   | 1923-1924            |
| SV Preußen Glatz                       | 1   | 1924-1925            |
| SV 1924 Lorzendorf                     | 1   | 1924-1925            |
| FV Militsch                            | 1   | 1928-1929            |
| Vereinigte Sportfreunde Schebitz       | 1   | 1928-1929            |
| Vereinigte Sportfreunde Preußen Wohlau | 1   | 1932-1933            |
| Reichsbahn SV Schlesien Brieg          | 1   | 1929-1930            |
| SV Gellendorf-Stroppen                 | 1   | 1930-1931            |
| SV 1919 Pitschen                       | 1   | 1931-1932            |
| Sportfreunde 1919 Neiße                | 1   | 1920-1921            |

1920/21 · 1921/22 · 1922/23 · 1923/24 · 1924/25 · 1925/26 · 1926/27 · 1927/28 · 1928/29 · 1929/30 · 1930/31 · 1931/32 · 1932/33